# Xyris kornasiana
Xyris kornasiana är en gräsväxtart som beskrevs av Brylska och Stanisław Lisowski. Xyris kornasiana ingår i släktet Xyris och familjen Xyridaceae. Inga underarter finns listade i Catalogue of Life.